# Роберт Смітс
Роберт Смітс (англ. Robert Smeets; нар. 10 листопада 1985) — колишній австралійський тенісист.
Найвищу одиночну позицію світового рейтингу — 146 місце досяг 15 вересня 2008, парну — 109 місце — 27 листопада 2006 року.
Найвищим досягненням на турнірах Великого шолома було 2 коло в одиночному розряді.
Завершив кар'єру 2011 року.

## Фінали Туру ATP

### Парний розряд поразки (1)
| Ранг | Дата         | Турнір              | Покриття | Партнер      | Суперники у фіналі         | Рахунок          |
| 1.   | 6 січня 2008 | Аделаїда, Австралія | Тверде   | Кріс Гуччоне | Мартін Гарсія Марсело Мело | 6–3, 3–6, [10–7] |

## Титули в одиночному розряді (10)
| Легенда (одиночний розряд)                |
| Великий шлем (0)                          |
| Серія Мастерс 1000 Світового Туру ATP (0) |
| Світовий Тур ATP 500 (0)                  |
| Світовий Тур ATP 250 (0)                  |
| Тур ATP Челленджер (2)                    |
| ITF Ф'ючерс (9)                           |

| Ранг | Дата            | Турнір      | Покриття | Суперник у фіналі | Рахунок       |
| 1.   | 2 травня 2005   | Соґвіпхо    | Тверде   | Джеймс Окленд     | 7–5, 6–3      |
| 2.   | 30 травня 2005  | Ухань       | Тверде   | Ішай Хадаш        | 7–6, 6–3      |
| 3.   | 19 вересня 2005 | Рокгемптон  | Тверде   | Люк Буржуа        | 7–6, 2–6, 6–4 |
| 4.   | 10 жовтня 2005  | Квінсленд   | Тверде   | Марк Нілсен       | 7–5, 6–3      |
| 5.   | 12 лютого 2007  | Вуллонгонг  | Тверде   | Грега Жемля       | 7–5, 6–1      |
| 6.   | 7 травня 2007   | Кувейт      | Тверде   | Мохаммед Гаріб    | 6–3, 6–2      |
| 7.   | 4 червня 2007   | Puerto Cruz | Килим    | Гільєрмо Алькайде | 6–4, 6–4      |
| 8.   | 6 серпня 2007   | Рексем      | Тверде   | Адам Фіні         | 6–4, 4–6, 6–4 |
| 9.   | 17 вересня 2007 | Лаббок      | Тверде   | Душан Вемич       | 6–3, 7–6(9–7) |
| 10.  | 30 червня 2008  | Дублін      | Тверде   | Фредерік Нільсен  | 7–6(7–5), 6–2 |
| 11.  | 22 березня 2009 | Пуатьє      | Тверде   | Домінік Мефферт   | 6–4, 3–6, 6–3 |